# Arie Vermeer
Arie Vermeer (Róterdam, 17 de julio de 1922 - ibídem, 16 de diciembre de 2013) fue un futbolista profesional neerlandés que jugaba en la demarcación de centrocampista.

## Biografía
Arie Vermeer debutó como futbolista profesional en 1942 con el Excelsior Rotterdam, equipo de su ciudad natal. Jugó un total de catorce temporadas en el club, hasta 1956, año en el que se retiró debido a una lesión que le impidió seguir jugando. Arie Vermeer llegó a jugar un partido con la selección de fútbol de los Países Bajos contra Selección de fútbol de Inglaterra en un partido amistoso en Huddersfield el 27 de noviembre de 1946. El partido acabó con un resultado de 8-2 a favor de la selección inglesa.
Arie Vermeer falleció el 16 de diciembre de 2013 en Róterdam a los 91 años de edad tras una corta enfermedad.

## Clubes
| Club                | País         | Año         | Partidos |
| ------------------- | ------------ | ----------- | -------- |
| Excelsior Rotterdam | Países Bajos | 1942 - 1956 | 278      |